# العاصفة المدارية آنا (2009)
العاصفة المدارية آنا هي أول عاصفة استوائية في المحيط الأطلسي في عام 2009, وكان أيضا أول إعصار استوائي يؤثر في بحر الكاريبي عام 2009.
تشكلت العاصفة في 11 أغسطس, وتضاعفت قوتها في 13 أغسطس.
وعادت مرة أخرى في 15 أغسطس, ومن ثم انتهت في 17 أغسطس. وبين 15 و 17 أغسطس، قال المركز القومي للأعاصير(NHC) قبل وصول الإعصار أن بعد بضع ساعات ستهب عاصفة استوائية قوية في جزر الكاريبي و جزر الأنتيل الصغرى, فاتخذ بعض الناس للاحتياطات.

## تاريخ العاصفة

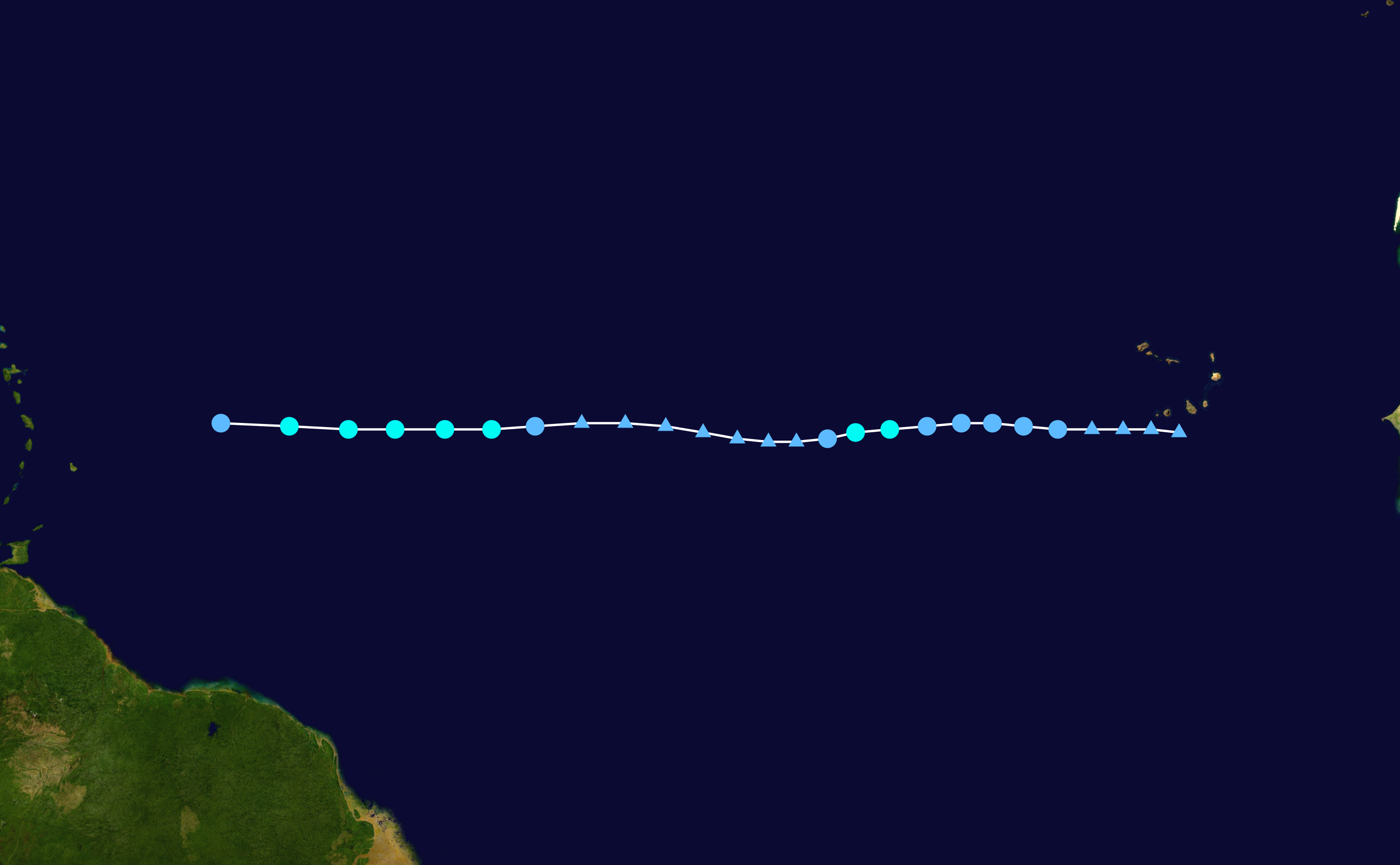
مسار العاصفة

تكونت الموجة الاستوائية في جزر الرأس الأخضر في 9 أغسطس.
ومن ثم بدأ المركز القومي للأعاصير مراقبته لمعرفة ما إذا كان ليصبح إعصار استوائي.
وبعد يومين تشكلت العاصفة الاستوائية في 11 أغسطس.
ومن ثم، تسببت العاصفة في كثير من التفاعلات في المركز العاصفة الرعدية.
وفي 12 أغسطس,قال المركز القومي للأعاصير أن العاصفة كانت قريبة من العاصفة الاستوائية ستينجث.
وبينما كانت العاصفة حية، لم تكن عاصفة استوائية بالكانت عاصفة عادية.
ويعد أن وصلت إلى قوة رياح العاصفة الاستوائية سميت بالعاصفة الاستوائية.
وفي اليوم التالي بدأت العاصفة تضعف بسبب الهواء الجاف.
ولم يتبقى من العاصفة إلى غرب المحيط الأطلسي.
وفي 14 أغسطس, شهد المركز القومي للأعاصير أن العاصقة كانت إصلاح.
وفي وقت لاحق من ذلك اليوم، طارت طائرة هنتر التي أطلقها المركز القومي للأعاصير فرأت أن العاصفة بدأت تسير مرة أخرى.
وفي 15 أغسطس، أعطو اسم للعاصفة وهو «آنا» لأنها وصلت إلى قوة العاصفة المدارية.
بدأت الرياح تجزء العاصفة آنا تقريبا.
وفي اليوم التالي، انتقلت العاصفة آنا إلى مكان جاف وهو بحر الكاريبي.
انخفضت قوة رياح آنا وعندما أرسل المركز القومي للأعاصير طائرته هنتر لم يجد الإعصار.
وانتهت العاصفة في 17 أغسطس.

## الاستعداد للعاصفة وآثرها
في 15 أغسطس,كانت المدن تترقب العاصفة الاستوائية وهي جزر سانت مارتن و سابا و سانت أوستاتيوس و أنتيغوا وبربودا و جزر فيرجن البريطانية و مونتسيرات و سانت كيتس و نيفيس وأنغيلا, و جزر فيرجن الأمريكية.
وفي 17 أغسطس,أتت إلى بورتوريكو, و دومينيكا 
غواديلوب و سانت مارتن و سانت بارتيليمي كانت متأهبة للعاصفة.
وعندما ضعفت العاصفة، توقفت الترقبات.
وفي سانت توماس وصلت سرعة الرياح إلى 28 ميل في الساعة، وعندما تبلغ الرياح ذروتها تصل إلى 40 ميل في الساعة. 
وأيضا ونزل الكثير من الأمطار في بورتوريكو فسببت الفيضانات, ولكن لم تكن أضرار طفيفة.
أغلقت بعض الشوارع بسبب الفيضانات في بورتوريكو وفقد 6,000 شخص الكهرباء.
وانهارت الأشجار وخطوط نقل الكهرباء.